# Турбінія
«Турбінія» (англ. Turbinia) — перше в світі судно з паротурбінною установкою (турбіна Парсонса), збудоване в 1894 році англійським інженером Чарлзом Парсонсом як експериментальне. «Турбінія» була найшвидшим судном свого часу.
Станом на 2020 рік судно експонується в Музеї відкриттів у Ньюкаслі, а оригінальна силова установка знаходиться в Музеї науки в Лондоні.

## Історія

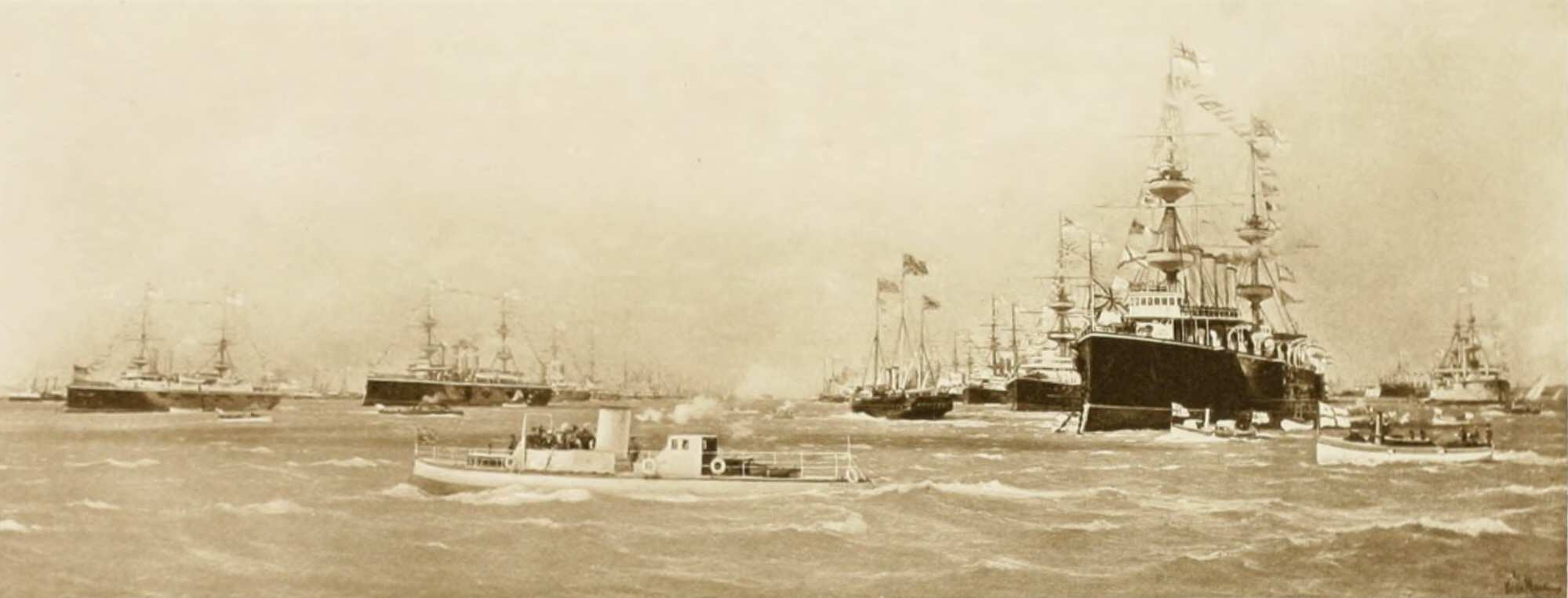
«Турбінія» на огляді в Спітгеді (1897)

«Турбінія» була спущена на воду 2 серпня 1894 року, а вперше продемонстрована широкому загалу під час морського огляду в Спітгеді на честь Діамантового ювілею правління королеви Вікторії 26 червня 1897 року, де справила фурор, розігнавшись до 34,5 вузлів, та встановила стандарт для наступного покоління пароплавів.
11 січня 1907 року «Турбінію» протаранив та ледь не розірвав навпіл «Кросбі» — пароплав, який спускали на воду з південного берега річки Тайн.
У 1926 році «Турбінія» стала музейним експонатом. Судно розрізали навпіл: кормова частина з двигунами та гвинтами експонувалася в лондонському Музеї науки, передня частина була виставлена у Виставковому парку Ньюкасла в 1944 році. 1983 року була проведена повна реконструкція судна. 30 жовтня 1994 року, через 100 років після її запуску, «Турбінія» була передана в Музей науки й техніки Ньюкасла (пізніше перейменований у Музей відкриттів) і презентована публіці в березні 1996 року.